# SWEET SIXTEEN
『SWEET SIXTEEN』（原題: Sweet Sixteen）は、2002年制作のイギリス映画。ケン・ローチ監督。
第55回カンヌ国際映画祭のコンペティション部門で上映され、脚本賞を受賞した。

## あらすじ
もうすぐ16歳になるリアムは、学校にも行かず、毎日親友のピンボールと遊んで暮らしていた。リアムの母ジーンは、麻薬の売人でもある恋人スタンの犯罪を庇ったために刑務所に入っていた。そんな彼の夢は、父親とおじを除いた家族のみんなで湖畔にある新しい家に住むことだった。なんとか数週間後の母親の出所までに手付金を稼ごうと頑張るリアムだったが、必死のあまりスタンの麻薬を盗んで捌くようになる。

## キャスト
- マーティン・コムストン：リアム（日本語吹替：藤田大助）
- ウィリアム・ルアン：ピンボール（日本語吹替：岸尾大輔）
- ゲイリー・マコーマック：スタン（日本語吹替：咲野俊介）
- ミッシェル・クルター：ジーン（日本語吹替：藤生聖子）
- アンマリー・フルトン：シャンテル（日本語吹替：石塚理恵）
- ミッシェル・アバークロンビー：スーザン（日本語吹替：甲斐田裕子）
- トミー・マッキー：ラブ（日本語吹替：宝亀克寿）
- ジョン・モリソン：ダグラス（日本語吹替：内田直哉）
- マーティン・マッカーディー：トニー（日本語吹替：西凜太朗）
- カラム・マカリース：カルム（日本語吹替：あおきさやか）
- ジュニア・ウォーカー：ナイトクイム（日本語吹替：大久保利洋）
- ゲイリー・メイトランド：サイドキック（日本語吹替：水島大宙）
- ジャック（日本語吹替：花田光）
- モーリン（日本語吹替：よのひかり）
- クリス（日本語吹替：小野大輔）
- トレーシー（日本語吹替：黒河奈美）

## 反応
この作品では"fuck" や "cunt" といった俗語が数多く出てくるため、イギリスでは全英映像等級審査機構により18禁となった。この決定を受けて、ケン・ローチと脚本家のポール・ラヴァーティは全英映像等級審査機構に対して抗議を行った。